# Sola fide
Sola fide (lat. ablativ, genom tron allena), ofta återgivet som tron allena, ibland kallad reformationens materialprincip, är en av de tre grundsatserna i Martin Luthers reformatoriska lära.
I anslutning till Paulus teologi, särskilt till Romarbrevet och Galaterbrevet, lärde Luther att människan inte kan bli frälst genom gärningar utan endast genom tro. Detta riktade sig mot en viss typ av senmedeltida fromhet som Luther menade lade överdriven vikt vid botövningar och befrielse från sådana genom avlat.
Denna tankegång framgår tydligt i Efesierbrevet 2:8.
| ”                               | Ty av nåd är ni frälsta genom tron, inte av er själva, Guds gåva är det. | „ |
| – Efesierbrevet 2:8, Bibel 2000 |                                                                          |   |

Paulus avvisar Gamla Testamentets lagrättfärdighet; han gick emot dem som menade att man bara kunde bli rättfärdig, det vill säga acceptabel inför Gud, genom att hålla lagen. Paulus hänvisar till Abraham, som inte levde under lagförbundet, och menade på hur han förklarades rättfärdig genom tro (1 Mos. 15:6).
I Luthers bibelöversättning lade han till ordet allein till Romarbrevet 3:28.
| ”                                       | Vi hålla nämligen före att människan bliver rättfärdig genom tro, utan laggärningar. | „ |
| – Romarbrevet 3:28, 1917 års kyrkobibel |                                                                                      |   |